# (11944) Shaftesbury
(11944) Shaftesbury (1993 OK9) – planetoida z pasa głównego asteroid okrążająca Słońce w ciągu 4,91 lat w średniej odległości 2,89 j.a. Odkryta 20 lipca 1993 roku.